# Sem (Ariège)
Sem é uma ex-comuna francesa na região administrativa de Occitânia, no departamento de Ariège. Estendeu-se por uma área de 5,22 km². Em 2010 a comuna tinha 27 habitantes (densidade: 5,2 hab./km²).
Em 1 de janeiro de 2019, ela foi inserida no território da nova comuna de Val-de-Sos.